# トヨタ・TS040 HYBRID
トヨタ・TS040 HYBRID (Toyota TS040 HYBRID) は、トヨタ自動車（TMG）が2014年のル・マン24時間レースおよびFIA 世界耐久選手権（WEC）参戦用に開発したプロトタイプ。WECの2012・2013年の2シーズンに参戦したトヨタ・TS030 HYBRIDの後継モデルにあたる。
2014年のFIA 世界耐久選手権では、ル・マンこそ勝利を挙げられなかったものの、アウディ・ポルシェの新旧耐久王を破り、ドライバーズ部門とマニュファクチャラーズ（製造者）部門の二冠を獲得。日本メーカーとして初となるスポーツカー耐久の世界選手権でのチャンピオンとなった。

## 概要
2013年のWECシーズン中、トヨタは、2014年のWECでのレース活動継続と2014年シーズンのプロトタイプのレギュレーションに基づく新しいル・マン・プロトタイプ(LMP1)カーの開発を発表した。更なる詳細は、8月31日のサンパウロラウンドでトヨタのテクニカルディレクターのパスカル・バセロンによって明らかにされた。TS040は、V8の自然吸気(NA)エンジンにスーパー・キャパシタのシステムを後輪の車軸に搭載する前モデルのTS030と同様の従来のレイアウトに、更に前輪の車軸にもスーパー・キャパシタのシステムを追加搭載して一時的な四輪駆動も使用できる様にされた。2014年3月27日に公開された。2014年のWEC開幕戦にあたる4月20日のシルバーストン6時間レースにデビュー戦に期待が寄せられた。
1周あたり(ル・マンのサルト・サーキット基準)に放出するエネルギー回生値は、選択できる4段階（2MJ／4MJ／6MJ／8MJ　*単位:MJ=メガジュール=百万ジュール）のうち2番目に大きい6MJを選択した。
最大520馬力のNAの3.7リットルV8エンジンに回生エネルギーの480馬力が加わる。減速時には、モーターを兼ねる発電機のMGU（モーター・ジェネレーター・ユニット）と従来型ブレーキの組み合わせで減速し、同時に、MGUにより回生されたエネルギーはインバータを介して、スーパーキャパシタに蓄えられる。一方、加速時には、回生エネルギーが逆方向に移動し、前後のMGUから、合計で480馬力のパワーアシストが得られる仕組み。4輪駆動のハイブリッドという点が、TS040 HYBRIDの大きな特徴となる。
2013年12月2日に、トヨタ・レーシングはアレクサンダー・ヴルツ ・ ステファン・サラザン ・ 中嶋一貴 ・ アンソニー・デビッドソン ・ ニコラ・ラピエール ・ セバスチャン・ブエミら2013年シーズンを契約したドライバー全員の契約更新を発表した。更に、リザーブ兼テストドライバーとして新たにマイク・コンウェイと契約したことも発表されている。

## レース活動

### 2014年シーズン
新しいLMP1-Hの車両規定に基づいて実施された2014年のWECシーズンの開幕戦となるイギリスのシルバーストン6時間レースがトヨタ・TS040 HYBRIDのデビュー戦となった。前年も参戦しているトヨタとアウディの両コンストラクターに復帰組のポルシェを加えた3コンストラクターは新しいレースカーを投入した。予選では、トヨタ7号車がアレクサンダー・ヴルツと中嶋一貴によって1分42秒0.774のタイムでポールポジション（PP）を獲得した。2位のアウディ・R18 e-tron クワトロの2号車のタイム1分42秒0.779とは僅か0.005秒という僅差であった。8号車は1分43秒0.189のタイムで予選5位であった。
レース決勝では、完全なドライからヘビーウェットコンディションまで目まぐるしく変わる悪天候となり、最後は予定されていたチェッカーフラッグの時間まで30分程を残しながら豪雨により赤旗が出されてレースはその時点で終了となるような悪条件の中で、アンソニー・デビッドソン ・ ニコラ・ラピエール ・ セバスチャン・ブエミら3名がドライブする8号車が優勝し、7号車も続いて2位に入り、トヨタとしてWEC初となる1-2フィニッシュを決めた。
2戦目のベルギーのスパ・フランコルシャンのレースでは、ポールポジションはポルシェ・919ハイブリッドの14号車が獲得した為に2戦連続でのPP獲得はならなかったが、8号車が予選2番手に入り、決勝ではデビッドソンがファーステストラップをマークして8号車が開幕2連勝し、7号車も3位に入る活躍を見せ、
万全の状態でル・マン24時間レースに挑んだ。
3戦目の第82回ル・マン24時間レースでは、7号車を駆る中嶋一貴が日本人初のポールポジションを獲得、8号車も3番手と好位置につける。決勝ではスタート直後からライバルのアウディやポルシェがトラブルやアクシデントにより後退する中、7号車が序盤からレースをリードするも、レースの半分を過ぎた14時間後の219周に電気系統のトラブルでリタイアしてしまう。一方の8号車は他のライバル勢同様に序盤のアクシデントに巻き込まれ、最後尾近くまで順位を落としていたが追い上げを見せ3位表彰台を獲得した。
第4戦のサーキット・オブ・ジ・アメリカズ6時間レースでは、8号車がポールポジションを獲得したのにもかかわらず、レース中の雷雨によって2台ともスピンしてしまう。およそ1時間の中断の後、2台とも周回遅れとして再開後のレースで再スタートを切り、8号車が懸命の追い上げを見せるも3位で終わった。

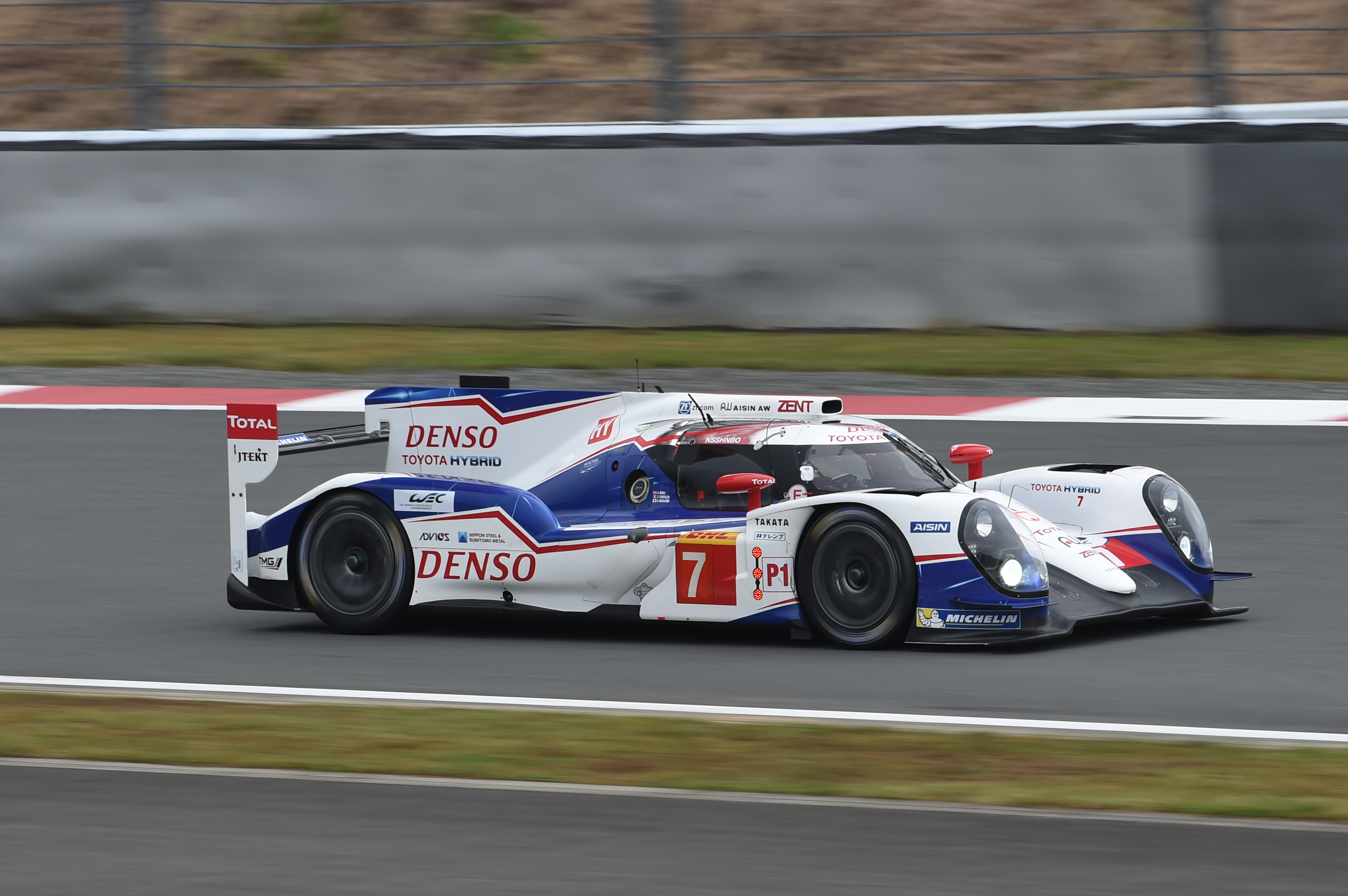
トヨタ・TS040 HYBRID（2014/10/12 WECinFUJI）

第5戦の富士6時間レースでは、8号車に乗っていたニコラ・ラピエールがWECを欠場し、8号車はデビッドソンとブエミの2人体制で戦うことになった。その8号車がポールポジションからトップを独走し、7号車と共に1-2フィニッシュを決めた。
第6戦の上海6時間レースでは、予選で8号車とポルシェ14号車が互いに1分48秒300の最速タイムを出すが、同タイムの場合、先にベストタイムを記録した方を上位とする為、先にタイムを出したポルシェ14号車にポールポジションを譲る形となった。決勝レースでは、トヨタ8号車と7号車の1-2フィニッシュとなった。
第7戦のバーレーン6時間レースでは、レース直前の時点でトヨタ8号車のデビッドソンとブエミはドライバーズランキング首位をひた走っており、ここバーレーンで5位以内に入れば、仮にライバルのアウディ2号車が優勝してもタイトルを自力で獲得できるという事実上ドライバーズタイトルに王手をかけた状態で臨んだレースである。レースでは、レース前半にトヨタ8号車と7号車の1-2体制となるが、8号車のオルタネーターが破損して約30分をかけるオルタネーターの交換を強いられる。レース自体はトヨタ7号車が優勝し、8号車は総合13位／LMP1クラス8位でフィニッシュしてポイントを得て、アンソニー・デビッドソンとセバスチャン・ブエミの2人のドライバーズタイトル戴冠が決まった。
最終戦のサンパウロ6時間レースでは、ポルシェ14号車とトヨタ8号車のトップ争いとなる。ポルシェ14号車は最後のピットストップで停車時間の短縮を図るためにタイヤ交換を行なわず、トヨタ8号車は新品のタイヤに履き替えた為、ピットストップ短縮で前に出たポルシェ14号車を新品タイヤで全力で追いかけるトヨタ8号車の展開となったが、終盤にポルシェ20号車の事故によるセーフティカーランの状態でレースが終了した為、トヨタ8号車は惜しくも2位の状態のままでレースを終えることとなったが、トヨタのマニュファクチャラーズタイトル獲得を決め、2014年シーズンをドライバーズとマニュファクチャラーズの二冠を獲得して締めくくることが出来た。

## スペック
詳細はトヨタモータースポーツ公式サイトを参照。

### シャシー
- 名称 TS040 HYBRID
- 参戦カテゴリー ル・マン・プロトタイプ (LMP1)
- ギヤボックス 横置き7速シーケンシャルトランスミッション
- ギヤボックスケーシング アルミニウム
- クラッチ ZF社製　多板クラッチ
- ディファレンシャル ヴィスカス機械ロック式ディファレンシャル
- サスペンション プッシュロッド式独立懸架ダブルウイッシュボーン（前/後）
- スプリング トーションバー
- アンチロールバー 前/後
- ブレーキ 2系統油圧式ブレーキ・システム モノブロック軽量合金キャリパー（前/後）
- ブレーキ・ディスク カーボン製ベンチレーテッド・ディスク（前/後）
- ホイール マグネシウム鍛造ホイール
- タイヤ ミシュラン・ラジアル
  - フロントタイヤ・サイズ 31/71-18
  - リアタイヤ・サイズ 31/71-18
- シートベルト タカタ
- 全長 4,650 mm
- 全幅 1,900 mm
- 全高 1,050 mm
- 燃料タンク容量 68.3 L

### エンジン
- パワートレイン TOYOTA HYBRID System - Racing (THS-R)
- エンジン・バンク角 90° V8 自然吸気エンジン
- 燃料 ガソリン
- エンジン排気量 3.7 L
- バルブ数 4
- エンジン最高出力 382 kW（520 ps）
- キャパシタ 日清紡ホールディングス
- 前輪ハイブリッド・モーター&インバータ アイシンAW（現:アイシン）
- 後輪ハイブリッド・モーター&インバータ デンソー
- 後エンジン・モーター総合最大出力 736 kW（1,000 ps）

## 戦績
| 年   | チーム             | クラス | No. | ドライバー               | Rds.     | 1     | 2     | 3       | 4     | 5       | 6     | 7      | 8     | Pts. | Pos. |
| ---- | ------------------ | ------ | --- | ------------------------ | -------- | ----- | ----- | ------- | ----- | ------- | ----- | ------ | ----- | ---- | ---- |
| 2014 | トヨタ・レーシング | LMP1-H | 7   | アレクサンダー・ヴルツ   | All      | SIL 2 | SPA 3 | LMS Ret | COA 6 | FUJ 2   | SHA 2 | BHR 1  | SÃO 4 | 289  | 1位  |
| 2014 | トヨタ・レーシング | LMP1-H | 7   | ステファン・サラザン     | All      | SIL 2 | SPA 3 | LMS Ret | COA 6 | FUJ 2   | SHA 2 | BHR 1  | SÃO 4 | 289  | 1位  |
| 2014 | トヨタ・レーシング | LMP1-H | 7   | 中嶋一貴                 | 1-3, 5-6 | SIL 2 | SPA 3 | LMS Ret | COA 6 | FUJ 2   | SHA 2 | BHR 1  | SÃO 4 | 289  | 1位  |
| 2014 | トヨタ・レーシング | LMP1-H | 7   | マイク・コンウェイ       | 4, 7-8   | SIL 2 | SPA 3 | LMS Ret | COA 6 | FUJ 2   | SHA 2 | BHR 1  | SÃO 4 | 289  | 1位  |
| 2014 | トヨタ・レーシング | LMP1-H | 8   | アンソニー・デビッドソン | All      | SIL 1 | SPA 1 | LMS 3   | COA 3 | FUJ 1   | SHA 1 | BHR 11 | SÃO 2 | 289  | 1位  |
| 2014 | トヨタ・レーシング | LMP1-H | 8   | セバスチャン・ブエミ     | All      | SIL 1 | SPA 1 | LMS 3   | COA 3 | FUJ 1   | SHA 1 | BHR 11 | SÃO 2 | 289  | 1位  |
| 2014 | トヨタ・レーシング | LMP1-H | 8   | ニコラ・ラピエール       | 1–4      | SIL 1 | SPA 1 | LMS 3   | COA 3 | FUJ 1   | SHA 1 | BHR 11 | SÃO 2 | 289  | 1位  |
| 2015 | トヨタ・レーシング | LMP1   | 1   | アンソニー・デビッドソン | All      | SIL 3 | SPA 4 | LMS 8   | NÜR 5 | COA 4   | FUJ 5 | SHA 6  | BHR 4 | 164  | 3位  |
| 2015 | トヨタ・レーシング | LMP1   | 1   | セバスチャン・ブエミ     | All      | SIL 3 | SPA 4 | LMS 8   | NÜR 5 | COA 4   | FUJ 5 | SHA 6  | BHR 4 | 164  | 3位  |
| 2015 | トヨタ・レーシング | LMP1   | 1   | 中嶋一貴                 | 1, 3–8   | SIL 3 | SPA 4 | LMS 8   | NÜR 5 | COA 4   | FUJ 5 | SHA 6  | BHR 4 | 164  | 3位  |
| 2015 | トヨタ・レーシング | LMP1   | 2   | アレクサンダー・ヴルツ   | All      | SIL 4 | SPA 6 | LMS 6   | NÜR 6 | COA Ret | FUJ 6 | SHA 5  | BHR 3 | 164  | 3位  |
| 2015 | トヨタ・レーシング | LMP1   | 2   | ステファン・サラザン     | All      | SIL 4 | SPA 6 | LMS 6   | NÜR 6 | COA Ret | FUJ 6 | SHA 5  | BHR 3 | 164  | 3位  |
| 2015 | トヨタ・レーシング | LMP1   | 2   | マイク・コンウェイ       | All      | SIL 4 | SPA 6 | LMS 6   | NÜR 6 | COA Ret | FUJ 6 | SHA 5  | BHR 3 | 164  | 3位  |

- 太字はポールポジション